# Автомагистраль D1 (Чехия)
Автомагистраль D1 (чеш. Dálnice D1), Брненская автомагистраль (чеш. Brněnská dálnice) — чешская магистральная автомобильная дорога, соединяющая Прагу с восточными регионами Чехии. Запланированная длина 376,5 км, из которых 366,4 км построено, а 10,1 км находятся в стадии подготовки строительства. Завершение строительства планируется к 2024 году.

## История
История этой дороги начинается ещё в 30-е годы XX столетия. Первый проект появился в 1935 году и назывался «Народная дорога Плзень—Кошице». Альтернативный проект предлагал две (северную и южную) дороги по маршруту Хеб—Кошице с продолжение до Хуста. Ни один из этих проектов не получил официальной поддержки и, потому, не был реализован. Больший успех сопутствовал проекту Яна Антонина Бати, который на собственные средства создал проект дороги Хеб—Великий Бычков. После потери Чехословакией части территории в результате Мюнхенского соглашения, проект был переработан и уже в январе 1939 года началось строительство участка в Злинском крае, а в мае — участка Прага—Гумполец. Во время немецкой оккупации проект притерпел незначительные изменения и строительство продолжалось до 1942 года, когда было заморожено. Строительство было возобновлено после окончания войны в 1945 году, однако после февральского переворота 1948 года было прекращено.
Решение о возобновлении строительства было принято в 1963 году и в 1967 работы продолжились. Первый участок Прага—Мирошовице был открыт в 1971 году, а в 1980 году был готов целый отрезок Прага — Брно. Дорога от Праги на запад получила название D5. К 1992 году был построен следующий участок Брно—Вышков, после чего строительство замедлилось.
Изначально планировалось продолжение дороги до города Кошице и уже был готов участок Прешов—Кошице и ещё ряд участков на территории Словакии, однако распад Чехословакии внес изменения в этот проект. В 1996 году было решено, что трасса дороги будет вести на северо-восток до города Липник-над-Бечвоу, откуда в сторону польской границы строилась дорога D47. В 2007 году, уже почти полностью реализованный, на тот момент, проект D47 стал частью D1. Эта часть дороги была завершена в 2012 году. Последним построенным участком из этого проекта стал открытый в конце 2012 года пограничный участок Богумин—Гожички, который связал дорогу с польской автомагистралью A1.
По состоянию на июль 2020 года, строительство дороги почти завершено. Непостроенным остается участок Ржиковице—Пршеров, длинной 10,1 км. Его строительство началось в декабре 2022 года.
В 2013 году началась капитальная реконструкция дороги между съездами 21 Мирошовице и 182 Кивалка. Реконструируемая дорога разбита на 25 участков. При реконструкции каждая проезжая часть будет увеличена на 50 см. Разделительная полоса тоже будет увеличена на 50 см. Общая ширина дороги возрастет с 26,5 м до 28 м. Время реконструкции одного участка приблизительно 14 месяцев (в зимний период: с декабря по февраль работы не проводятся). Реконструкция была завершена в сентябре 2021 года. Мост Шмейкалька на 24 километре, построенный ещё в 1940-х годах, будет реконструирован отдельно в 2022—2025 гг.
В конце 2022 года участок дороги, состоящий из первых 5,2 километров, находящийся на территории Праги был передан из собственности Управления дорог и магистралей ЧР (чеш. ŘSD ČR) в собственность города Праги. Этот участок перестал быть автомагистралью и был исключён из системы взимания оплат, при этом нумерация километров осталась неизменна.
В 2023 году началась масштабная реконструкция участка между съездами 182 Кивалка и 210 Голубице, проходящего через южную часть города Брно. Участок будет расширен на 3 полосы в каждом направлении, при этом будут перестроены все имеющиеся перекрёстки. Реконструируемая дорога разбита на 7 участков с планируемым окончанием всех работ к 2030 году.

## Маршрут

### Описание маршрута
Дорога начинается в Праге, как продолжение Ходовской радиальной дороги (чеш. Chodovská radiála). Вместе с дорогой начинается европейский маршрут E 59. Первые 5 км проходят по территории Праги. От перекрестка со Споржиловской соединительной магистралью (чеш. Spořilovská spojka) дорога является частью европейских маршрутов E 55 и E 65.
Следующие 70 км дорога ведет по территории Среднечешского края. От перекрестка с Пражской кольцевой дорогой (чеш. Pražský okruh) D0 дорога становится частью евпропейского маршрута E 50. Европейский маршрут E 55 ответвляется от дороги на съезде Мирошовице.
Далее дорога вступает в Край Высочина, в котором с северной стороны обходит столицу края Йиглаву. Европейский маршрут E 59 сворачивает на перекрестке перед Йиглавой на дорогу первого класса 38.Общая длина участка дороги, проходящего в Крае Высочина составляет 90 км.
Через парковку, которая часто называется «Девять крестов» (чеш. Devět křížů, название возникло от находящегося неподалеку памятника) проходит граница Края Высочина и Южноморавского края. На протяжении 4 км, около города Брно, по дороге проходит европейский маршрут E 461. В месте ответвления этого маршрута на автомагистораль D52, начинается европейский E 462. А спустя 2 км, на перекрестке с автомагистралью D2, дорога перестает быть частью E 65. На съезде Голубице от дороги отходит маршрут E 50, а на перекрестке с автомагистралью D46 маршрут E 462. Примерно через 10 км от этого перекрестка дорога въезжает в Оломоуцкий край, а ещё через 12 км, в Злинский.
В Злинском крае дорога обходит с севера город Кромержиж и выходит на большой перекресток с дорогой D55 и строящейся дорогой D49. На этом перекрестке дорога поворачивает резко на север и через 2 км въезжает снова в Оломоуцкий край, где начинается недостроенный участок. В месте окончания построенной части устроен временный съезд на дорогу 55. Непостроенный участок объезжается по автомагистрали D46 и D35 (европейский маршрут E 462) или непосредственно через Пршеров по дороге 55.
Вторая часть дороги начинается на северо-запад от Пршерова на перекрестке с дорогой 55 и продолжается в направлении на северо-восток. У Липника-над-Бечвоу находится перекресток с дорогами D35 и 47. С дороги D35 возвращается европейский маршрут E 462, который вскоре снова ответвляется от неё на дорогу D48. Этот участок имеет по три полосы движения в каждом направлении.
Вскоре после перекрестка с D48 дорога входит в Моравскосилезский край. Около Климковице расположен единственный на всей дороге туннель Климковице. Дорога проходит через северную часть Остравы, пересекает реку Одра и обходит с северной стороны Богумин. Через 4 км на мосту через реку Олше, дорога пересекает государственную границу Чехии и Польши и продолжается как польская автомагистраль A1, ведущей от границы до Гданьска.